# João Cabral de Melo (escritor)
 João Cabral de Melo  (Biscoitos, Praia da Vitória, c. 1740 — Angra, 16 de maio de 1824), bacharel em leis pela Universidade de Coimbra, distinguiu-se como escritor, advogado e poeta. Foi antepassado do poeta brasileiro João Cabral de Melo Neto.

## Biografia
Nasceu na freguesia dos Biscoitos, na ilha Terceira, embora a Enciclopédia Luso-Brasileira de Cultura o dê como natural da ilha de São Jorge, onde nos arredores da vila da Calheta também existe uma localidade denominada Biscoitos.
Bacharel em Leis pela Universidade de Coimbra, onde concluiu o curso em 1771, aprendeu várias línguas, nomeadamente grego clássico, latim, inglês, alemão, italiano e francês. Foi excelente poeta, com uma obra muito diversificada e de elevado primor técnico.
Regressou a Angra, onde se empregou como escrivão da Junta Real da Fazenda, então presidida pelo capitão-general Dinis Gregório de Melo Castro e Mendonça, com quem trabalhou como secretário. Fixou-se na Bicas de Cabo Verde, arredores da cidade de Angra, onde construiu uma excelente quinta com uma notável decoração em azulejo.
Depois de aposentado das suas funções públicas passou a exercer a advocacia, dedicando boa parte do seu tempo à escrita e à tradução. Colaborou na imprensa açoriana da época, tendo obra dispersa por vários periódicos.
Por não ter sido impressa, sendo usada apenas em récitas, muita da sua poesia extraviou-se, mas ainda se coligiram várias obras em português, latim e francês. Algumas produções originais foram transcritas nos Anais da ilha Terceira de Francisco Ferreira Drummond. e no semanário O Anunciador da Terceira, então dirigido por António Moniz Barreto Corte Real.
Belisa, uma écloga pastoril da sua autoria, está na colectânea de poesia açoriana publicada por Pedro da Silveira em 1977, mas a tradução do poema de John Milton, Paraíso Restaurado, versão do inglês, tradução datada de 1796, continua inédita.
Também se dedicou a estudos genealógicos sobre algumas famílias da ilha Terceira, citados por Francisco Ferreira Drummond, mas hoje em parte incerta. Contestou em artigo publicado em O Investigador Português em Inglaterra a obra sobre os Açores (History of the Azores) atribuída a Thomas Ashe.
Foi pai do engenheiro militar, lente de Matemática e publicista Diogo de Teive Vasconcelos Cabral.

## Obra
- Tábuas Históricas-Genealógicas de algumas famílias da Ilha Terceira;
- Motes glosados na ilha Terceira, no dia dos anos (9 de Junho) de D. Francisca Maria de Assis e Costa, 1790;
- Paraíso restaurado de Milton, (tradução,) que ofereceu a Luís Pinto de Sousa Coutinho, 1776;
- Ode à Condessa de São Lourenço, no dia dos seus anos na ilha Terceira, 1805.